# 辛普森角 (帕爾默地)
73°21′S 60°59′W / 73.350°S 60.983°W
辛普森角（英語：Simpson Head），是南極洲的海岬，位於帕爾默地東岸，處於基德森角西北面6公里的新貝德福德灣，海拔高度1,065米，在1940年12月由美國探險隊拍攝空中照片，現時由南極條約體系管理。